# Europacup II (voetbal)
De UEFA Beker voor Bekerwinnaars (Engels: UEFA Cup Winners' Cup), in de volksmond als de Europacup II aangeduid, was tot 1999 het op een na belangrijkste Europese voetbaltoernooi voor clubs. Na 39 edities werd deze competitie in het seizoen 1999/00 opgenomen in de UEFA Cup.
De Europacup II was voorbehouden voor de winnaars van de nationale bekertoernooien in de verschillende landen. De winnaar van de beker was automatisch geplaatst voor het volgende seizoen. Wanneer een club zowel bekerwinnaar als landskampioen was, mocht de verliezende bekerfinalist als plaatsvervanger meedoen aan de Europacup-II, de bekerwinnaar deed dan immers mee aan de Europacup I (Beker voor Landskampioenen), vanaf 1992 de UEFA Champions League.
De succesvolste club was FC Barcelona. Deze club wist de beker vier keer te winnen en was daarnaast nog tweemaal verliezend finalist. Vier Belgische clubs bereikten de finale. RSC Anderlecht deed dit vier keer (winst in 1976 en 1978, verliezend in 1977 en 1990). Standard Luik (verliezend in 1982), KV Mechelen (winnaar in 1988) en Royal Antwerp (verliezend in 1993). AFC Ajax bereikte als enige Nederlandse club de finale, en wel twee keer: in 1987 won de club de beker en in 1988 verloor het in de finale van KV Mechelen.

## Finales
De finale van de eerste editie in 1961 was de enige finale die uit een heen- en terugwedstrijd bestond.
| Seizoen | Datum              | stadion, plaats                                 | Winnaar             | uitslag                | Finalist            |
| ------- | ------------------ | ----------------------------------------------- | ------------------- | ---------------------- | ------------------- |
| 1960/61 | 17 mei 27 mei      | Ibrox Park, Glasgow Stadio Comunale, Florence   | Fiorentina          | 2–0 2–1                | Rangers             |
| 1961/62 | 10 mei 5 september | Hampden Park, Glasgow Neckarstadion, Stuttgart  | Atlético Madrid     | 1–1 nv 3–0 (herhaling) | Fiorentina          |
| 1962/63 | 15 mei             | De Kuip, Rotterdam                              | Tottenham Hotspur   | 5–1                    | Atlético Madrid     |
| 1963/64 | 13 mei 15 mei      | Heizelstadion, Brussel Bosuilstadion, Antwerpen | Sporting CP         | 3–3 nv 1–0 (herhaling) | MTK Boedapest       |
| 1964/65 | 19 mei             | Wembley, Londen                                 | West Ham United     | 2–0                    | TSV 1860 München    |
| 1965/66 | 5 mei              | Hampden Park, Glasgow                           | Borussia Dortmund   | 2–1 nv                 | Liverpool           |
| 1966/67 | 31 mei             | Städtisches Stadion, Neurenberg                 | Bayern München      | 1–0 nv                 | Rangers             |
| 1967/68 | 23 mei             | De Kuip, Rotterdam                              | AC Milan            | 2–0                    | Hamburger SV        |
| 1968/69 | 21 mei             | St. Jakob Park, Bazel                           | Slovan Bratislava   | 3–2                    | FC Barcelona        |
| 1969/70 | 29 april           | Praterstadion, Wenen                            | Manchester City     | 2–1                    | Górnik Zabrze       |
| 1970/71 | 19 mei 21 mei      | Georgios Karaiskákisstadion, Piraeus            | Chelsea             | 1–1 nv 2–1 (herhaling) | Real Madrid         |
| 1971/72 | 24 mei             | Camp Nou, Barcelona                             | Rangers             | 3–2                    | Dinamo Moskou       |
| 1972/73 | 16 mei             | Kaftanzogliostadion, Saloniki                   | AC Milan            | 1–0                    | Leeds United        |
| 1973/74 | 8 mei              | De Kuip, Rotterdam                              | 1. FC Magdeburg     | 2–0                    | AC Milan            |
| 1974/75 | 14 mei             | St. Jakob Park, Bazel                           | Dinamo Kiev         | 3–0                    | Ferencváros         |
| 1975/76 | 5 mei              | Heizelstadion, Brussel                          | RSC Anderlecht      | 4–2                    | West Ham United     |
| 1976/77 | 11 mei             | Olympisch stadion, Amsterdam                    | Hamburger SV        | 2–0                    | RSC Anderlecht      |
| 1977/78 | 3 mei              | Parc des Princes, Parijs                        | RSC Anderlecht      | 4–0                    | Austria Wien        |
| 1978/79 | 16 mei             | St. Jakob Park, Bazel                           | FC Barcelona        | 4–3 nv                 | Fortuna Düsseldorf  |
| 1979/80 | 14 mei             | Heizelstadion, Brussel                          | Valencia            | 0–0 ns (5–4)           | Arsenal             |
| 1980/81 | 13 mei             | Rheinstadion, Düsseldorf                        | Dinamo Tbilisi      | 2–1                    | Carl Zeiss Jena     |
| 1981/82 | 12 mei             | Camp Nou, Barcelona                             | FC Barcelona        | 2–1                    | Standard Luik       |
| 1982/83 | 11 mei             | Nya Ullevi, Göteborg                            | Aberdeen            | 2–1 nv                 | Real Madrid         |
| 1983/84 | 16 mei             | St. Jakob Park, Bazel                           | Juventus            | 2–1                    | FC Porto            |
| 1984/85 | 15 mei             | De Kuip, Rotterdam                              | Everton             | 3–1                    | Rapid Wien          |
| 1985/86 | 2 mei              | Stade Gerland, Lyon                             | Dinamo Kiev         | 3–0                    | Atlético Madrid     |
| 1986/87 | 13 mei             | Spyridon Louis, Athene                          | Ajax                | 1–0                    | Lokomotive Leipzig  |
| 1987/88 | 11 mei             | Stade de la Meinau, Straatsburg                 | KV Mechelen         | 1–0                    | Ajax                |
| 1988/89 | 10 mei             | Wankdorf Stadion, Bern                          | FC Barcelona        | 2–0                    | Sampdoria           |
| 1989/90 | 9 mei              | Nya Ullevi, Göteborg                            | Sampdoria           | 2-0 nv                 | RSC Anderlecht      |
| 1990/91 | 15 mei             | De Kuip, Rotterdam                              | Manchester United   | 2–1                    | FC Barcelona        |
| 1991/92 | 6 mei              | Estádio da Luz, Lissabon                        | Werder Bremen       | 2–0                    | AS Monaco           |
| 1992/93 | 12 mei             | Wembley, Londen                                 | Parma               | 3–1                    | Antwerp             |
| 1993/94 | 4 mei              | Parken, Kopenhagen                              | Arsenal             | 1–0                    | Parma               |
| 1994/95 | 10 mei             | Parc des Princes, Parijs                        | Real Zaragoza       | 2–1 nv                 | Arsenal             |
| 1995/96 | 8 mei              | Koning Boudewijnstadion, Brussel                | Paris Saint-Germain | 1–0                    | Rapid Wien          |
| 1996/97 | 14 mei             | De Kuip, Rotterdam                              | FC Barcelona        | 1–0                    | Paris Saint-Germain |
| 1997/98 | 13 mei             | Råsunda stadion, Stockholm                      | Chelsea             | 1–0                    | VfB Stuttgart       |
| 1998/99 | 19 mei             | Villa Park, Birmingham                          | Lazio               | 2–1                    | RCD Mallorca        |

1960/61 · 1961/62 · 1962/63 · 1963/64 · 1964/65 · 1965/66 · 1966/67 · 1967/68 · 1968/69 · 1969/70 · 1970/71 · 1971/72 · 1972/73 · 1973/74 · 1974/75 · 1975/76 · 1976/77 · 1977/78 · 1978/79 · 1979/80 · 1980/81 · 1981/82 · 1982/83 · 1983/84 · 1984/85 · 1985/86 · 1986/87 · 1987/88 · 1988/89 · 1989/90 · 1990/91 · 1991/92 · 1992/93 · 1993/94 · 1994/95 · 1995/96 · 1996/97 · 1997/98 · 1998/99